# Capital social

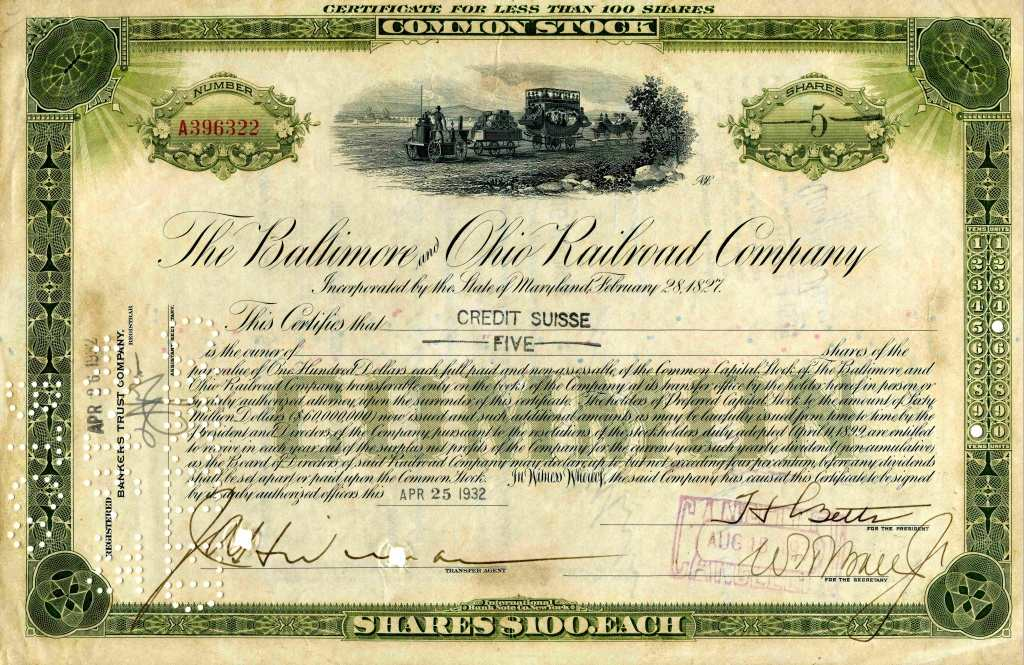
O acțiune a companiei Baltimore and Ohio Railroad Company; Acțiunile indică deținerea unui procentaj din capitalul social al unei companii

Termenul "capital social" se referă la două concepte separate, existente în științele sociale, și în contabilitate. În anii 1990 și 2000, conceptul a devenit din ce în ce mai popular într-o gamă largă de discipline de științe sociale și de asemenea, în politică.

## În științele sociale
Capitalul social este un concept sociologic folosit în economia politică, management, teoria organizațiilor, științe politice, sănătate publică și în toate științele sociale. Capitalul social se referă în general la conexiunile din interiorul rețelelor sociale, și între acestea. Cu toate că există o varietate de definiții înrudite, ce au fost descrise ca "un fel de panaceu" pentru problemele societății moderne, toate definițiile au în comun ideea că "rețelele sociale au valoare. La fel cum o șurubelniță (capital fizic) sau o educație universitară (capital uman) pot să crească productivitatea, la fel contactele sociale pot afecta productivitatea indivizilor și a grupurilor.
În momentul actual, capitalul social a devenit o parte importantă a teoriilor sociologice și economice privind comportamentul uman. Printre cei mai importanți teoreticieni ai capitalului social se numără Pierre Bourdieu, Robert Putnam și James Coleman.

## În contabilitate
Capitalul social este definit ca suma tuturor aporturilor efectuate de asociați în vederea constituirii și funcționarii unei  societăți comerciale. Acesta are o dublă semnificație atât juridică cât și contabilă. Din punct de vedere juridic, capitalul social reprezintă gajul general al creditorilor, iar din punct de vedere contabil acesta se distinge de activul patrimonial al societății. În momentul constituirii societății, capitalul social este egal cu activul patrimonial, însă pe măsură ce societatea obține profit, activul patrimonial depășește capitalul social.

### Capitalul social și asociații
Capitalul social este format din aporturile tuturor asociaților. Măsura în care asociații contribuie la formarea capitalului social este și măsura în care aceștia participă la împărțirea profitului sub formă de dividende. Exemplu: dacă A deține în urma aporturilor sale 40% din totalul capitalului social, atunci acesta este îndreptățit la 40% din beneficiile realizate de societate.
Capitalul social este divizat în:
- acțiuni în cazul societăților pe acțiuni și în comandită pe acțiuni. O acțiune nu poate avea o valoarea mai mică de 0,1 RON.
- părți sociale în cazul societății cu răspundere limitată
- părți de interes în cazul societății în nume colectiv și societății în comandita simplă

## Plafonul minim de capital social
Legea 31/1990 Arhivat în 14 iunie 2010, la Wayback Machine., cu modificările în vigoare instituie următoarele plafoane minime de capital social pentru societățile comerciale.
- 1 RON - pentru societatea cu răspundere limitată (S.R.L.)

- 90.000 RON - societatea pe acțiuni și societatea în comandită pe acțiuni

Prin legi speciale se pot institui alte plafoane minime necesare constituirii și funcționării altor tipuri de societăți. Astfel, în conformitate cu legislația bancară în vigoare o societate bancară, deși se constituie sub forma unei societăți pe acțiuni, trebuie să dispună de un capital social de minim 37.000.000 RON.

### Modalități de formare a capitalului social
Capitalul social se poate forma prin subscripție instantanee - situație în care membri fondatori aportează integral la capital sumele subscrise, sau prin subscripție continuată caz în care completarea capitalului social se face în baza unui prospect de emisiune.
Legea mai face diferența dintre capitalul social subscris și cel vărsat. Aceste două forme ale capitalului social nu pot fi prezente decât în cazul societății pe acțiuni și al societății comandite pe acțiuni. Capitalul social subscris este cel la care s-au obligat asociații să-l pună în comun în folosul societății. Cuantumul acestuia se stabilește în actul constitutiv al societății și nu poate fi mai mic decât plafonul minim legal.
De exemplu, A și B asociați hotărăsc înființarea societății X pe acțiuni. În actul constitutiv convin ca să subscrie un capital social de 100.000 RON, din care varsă efectiv în contul societății 40.000 RON. Suma intrată efectiv în capitalul societății reprezintă un capital social vărsat, iar suma totală la care s-au obligat asociații să o aducă în contul societății reprezintă capital social subscris. În cazul societăților comerciale pe acțiuni, capitalul social vărsat nu poate fi mai mic de 50% din capitalul social subscris. Societatea în nume colectiv, societatea în comandită simplă și societatea cu răspundere limitată sunt obligate să verse integral la data constituirii capitalul social subscris.